# Planétarium Tycho Brahe
Le planétarium Tycho Brahe est situé à Copenhague, au Danemark, à la pointe sud de Skt. Jørgens Sø.
Le planétarium a été construit à l'emplacement où était situé précédemment le théâtre Saltlageret. La première pierre fut posée le 22 février 1988 et le planétarium ouvrit ses portes le 1er novembre 1989.
Les fonds pour la construction proviennent d'une donation de 50 millions de couronnes danoises de Bodil and Helge Petersen à la fondation Urania, laquelle gérait la construction du planétarium.
La planétarium possède un écran IMAX demi-sphérique (technologie Omnimax identique à celle de La Géode à la Cité des sciences et de l'industrie de la Villette à Paris) lequel permet la projection de 4 000 étoiles, du soleil et des planètes. Il propose également une petite exposition d'outils astronomiques anciens dont quelques antiques télescopes.